# 644 v.Chr.
Het jaar 644 v.Chr. is een jaartal volgens de christelijke jaartelling.

## Gebeurtenissen

### Klein-Azië
- Ardys II volgt Gyges op als koning van Lydië.